# Sphegigaster intersita
Sphegigaster intersita är en stekelart som beskrevs av Graham 1969. Sphegigaster intersita ingår i släktet Sphegigaster och familjen puppglanssteklar.
Artens utbredningsområde är:
- Tjeckien.
- Tyskland.
- Nederländerna.
- Rumänien.
- Sverige.

Arten är reproducerande i Sverige. Inga underarter finns listade i Catalogue of Life.